# Lijst van presidenten van Djibouti
Hieronder staat een chronologische lijst van presidenten van Djibouti.

## Presidenten van Djibouti (1977-heden)
| Nr. | President             | President                         | Ambtstermijn | Ambtstermijn | Partij |
| --- | --------------------- | --------------------------------- | ------------ | ------------ | ------ |
| 1   | Hassan Gouled Aptidon | Hassan Gouled Aptidon (1916-2006) | 27 juni 1977 | 8 mei 1999   | RPP    |
| 2   | Ismaïl Omar Guelleh   | Ismaïl Omar Guelleh (1947)        | 8 mei 1999   | heden        | RPP    |